# Johan Remen Evensen
Johan Remen Evensen (* 16. September 1985 in Stokmarknes) ist ein ehemaliger norwegischer Skispringer.

## Werdegang
Im Alter von 16 Jahren zog sich Evensen bei einem schweren Sturz am Granåsen in Trondheim eine lebensbedrohliche Verletzung der Niere zu und musste eine Zeitlang im Rollstuhl sitzen. Obwohl er nach Meinung der Ärzte nie wieder hätte springen können, übte er seinen Sport weiter aus. 2004 trat er bei der Norwegischen Meisterschaft an, wo er beim Springen am Holmenkollen den 25. Platz belegte. In den folgenden Jahren trat er bei weiteren Norwegischen Meisterschaften an, dort wurde ein 15. Platz 2007 in Molde zu seinem besten Resultat. Daneben startete er auch im Norges Cup, einer Nationalen Skisprungserie des Norwegischen Skiverbandes, und konnte einige dieser Springen gewinnen. Im Januar 2007 nahm er als Vorspringer beim Skifliegen in Vikersund teil. Anfang März 2007 startete Evensen schließlich beim FIS Cup im japanischen Zaō erstmals bei einem internationalen Wettkampf. Bei seinem Debütwettkampf konnte er den zweiten Platz belegen, am nächsten Tag und eine Woche später in Sapporo konnte er die Springen sogar gewinnen. Mitte März trat er in Zakopane erstmals bei einem Continental-Cup-Springen an und wurde Zweiter. Zum Saisonende fungierte er abermals als Vorspringer beim Skifliegen, diesmal im slowenischen Planica. Anfang des Jahres 2008 trat er bei weiteren Continental Cups an und konnte mehrere Plätze unter den besten zehn belegen. Zum Saisonabschluss 2007/08 war er wieder Vorspringer beim Skifliegen in Planica und stellte dort seine persönliche Bestweite von 212 m auf. Obwohl er bei den Sommerspringen 2008 des Continental Cups nur mittelmäßige Platzierungen belegt hatte, startete er Anfang Dezember 2008 in Trondheim erstmals im Skisprung-Weltcup, wo er auf Anhieb Zehnter wurde. Am 14. Dezember 2008 erreichte er beim nach einem Durchgang abgebrochenen Springen in Pragelato mit Platz 3 seinen ersten Podestplatz.
Danach ließ seine Form deutlich nach und er kämpfte meist um den Einzug in den zweiten Durchgang. Beim Vierschanzentournee-Springen in Garmisch-Partenkirchen konnte er sich als 55. in der Qualifikation nicht für den eigentlichen Wettkampf qualifizieren. Nachdem er bei den verbleibenden Tournee-Springen zwei 21. Plätze belegte und damit in der Tournee-Gesamtwertung 24. wurde, konnte er bei den folgenden Weltcupspringen konstant Platzierungen unter den besten dreißig belegen. Er wurde deshalb für die Nordischen Skiweltmeisterschaften 2009 nominiert und gewann im Team-Wettbewerb die Silbermedaille. Am 14. Februar 2009 belegte er beim Skifliegen in Oberstdorf den dritten Rang hinter Harri Olli und Anders Jacobsen. Dadurch war er maßgeblich am Sieg der norwegischen Mannschaft bei der FIS-Team-Tour beteiligt, in deren Rahmen dieses Springen stattfand. Beim Skifliegen am Kulm konnte er mit 210 Meter die Höchstweite des Skiflugwochenendes setzen. Da der Durchgang später aufgrund des zu langen Anlaufs neu gestartet wurde, wurde sein Flug nicht gewertet.
Bei den Olympischen Winterspielen 2010 gewann er mit der Mannschaft im Teamspringen die Bronzemedaille.
Am 11. Februar 2011 verbesserte Johan Remen Evensen den Skiflugweltrekord von Bjørn Einar Romøren, der in Planica 2005 auf eine Weite von 239 Meter gesprungen war, als er im Training für das erste Fliegen auf der neugebauten Flugschanze in Vikersund 243 Meter erreichte. In der folgenden Qualifikation verbesserte er diesen Rekord abermals mit einem Sprung auf 246,5 Meter.
Nach der Nichtberücksichtigung bei der Nominierung für die Skiflug-WM in Vikersund gab Evensen seinen sofortigen Rücktritt bekannt. Er begründete dies am 20. Februar 2012 mit gesundheitlichen Gründen infolge der strikten Gewichtsanforderungen im Skispringen und teilte mit, diese Entscheidung bereits am Samstag vor Bekanntgabe der Kadernominierung getroffen zu haben.
Evensen wurde später Skisprungexperte beim norwegischen Fernsehen.
Nach dem Anzugskandal bei der Ski-WM 2025 berichtete Evensen, während seiner aktiven Zeit ebenfalls betrogen zu haben. Er wurde daraufhin vorübergehend von seiner Funktion als TV-Experte beurlaubt.

## Erfolge

### Weltcupsiege im Einzel
| Nr. | Datum            | Ort       | Typ         |
| --- | ---------------- | --------- | ----------- |
| 1.  | 12. Februar 2011 | Vikersund | Flugschanze |

### Weltcupsiege im Team
| Nr. | Datum         | Ort     | Typ         |
| --- | ------------- | ------- | ----------- |
| 1.  | 21. März 2009 | Planica | Flugschanze |

### Weltcup-Platzierungen
| Saison  | Platz | Punkte |
| ------- | ----- | ------ |
| 2008/09 | 20.   | 334    |
| 2009/10 | 18.   | 337    |
| 2010/11 | 11.   | 645    |
| 2011/12 | 40.   | 072    |

### Grand-Prix-Platzierungen
| Saison | Platz | Punkte |
| ------ | ----- | ------ |
| 2009   | 14.   | 169    |
| 2010   | 21.   | 100    |
| 2011   | 25.   | 118    |

### Schanzenrekorde
| Ort       | Land     | Weite               | aufgestellt am   | Rekord bis       |
| --------- | -------- | ------------------- | ---------------- | ---------------- |
| Vikersund | Norwegen | 243,0 m (HS: 225 m) | 11. Februar 2011 | 11. Februar 2011 |
| Vikersund | Norwegen | 246,5 m (HS: 225 m) | 11. Februar 2011 | 14. Februar 2015 |